# Primera divisió espanyola de futbol 1993-1994

## Classificació general
| Posició | Equip               | J  | G  | E  | P  | GF | GC | DG  | PTS. |
| ------- | ------------------- | -- | -- | -- | -- | -- | -- | --- | ---- |
| 1       | FC Barcelona        | 38 | 25 | 6  | 7  | 91 | 42 | 49  | 56   |
| 2       | RC Deportivo        | 38 | 22 | 12 | 4  | 54 | 18 | 36  | 56   |
| 3       | Real Zaragoza       | 38 | 19 | 8  | 11 | 71 | 47 | 24  | 46   |
| 4       | Reial Madrid        | 38 | 19 | 7  | 12 | 61 | 50 | 11  | 45   |
| 5       | Athletic de Bilbao  | 38 | 16 | 11 | 11 | 61 | 47 | 14  | 43   |
| 6       | Sevilla FC          | 38 | 15 | 12 | 11 | 56 | 42 | 14  | 42   |
| 7       | València CF         | 38 | 14 | 12 | 12 | 55 | 50 | 5   | 40   |
| 8       | Racing de Santander | 38 | 15 | 8  | 15 | 44 | 42 | 2   | 38   |
| 9       | Real Oviedo         | 38 | 12 | 13 | 13 | 43 | 49 | -6  | 37   |
| 10      | CD Tenerife         | 38 | 15 | 6  | 17 | 50 | 57 | -7  | 36   |
| 11      | Reial Societat      | 38 | 12 | 12 | 14 | 39 | 47 | -8  | 36   |
| 12      | Atlético de Madrid  | 38 | 13 | 9  | 16 | 54 | 54 | 0   | 35   |
| 13      | Albacete Balompié   | 38 | 10 | 15 | 13 | 49 | 58 | -9  | 35   |
| 14      | Sporting de Gijón   | 38 | 15 | 5  | 18 | 42 | 57 | -15 | 35   |
| 15      | Celta de Vigo       | 38 | 11 | 11 | 16 | 41 | 51 | -10 | 33   |
| 16      | CD Logroñés         | 38 | 9  | 15 | 14 | 47 | 58 | -11 | 33   |
| 17      | Rayo Vallecano      | 38 | 9  | 13 | 16 | 40 | 58 | -18 | 31   |
| 18      | Real Valladolid     | 38 | 8  | 14 | 16 | 28 | 51 | -23 | 30   |
| 19      | UE Lleida           | 38 | 7  | 13 | 18 | 29 | 48 | -19 | 27   |
| 20      | Osasuna             | 38 | 8  | 10 | 20 | 34 | 63 | -29 | 26   |

| Lliga de Campions | Recopa d'Europa | Copa de la UEFA | Descens |

Llegenda: J-partits jugats, G-guanyats, E-empatats, P-perduts, GF-gols a favor, GC-gols en contra, DG-diferència de gols, PTS-punts

## Resultats
- Lliga de Campions: FC Barcelona
- Recopa d'Europa: Real Zaragoza
- Copa de la UEFA: RC Deportivo, Reial Madrid, Athletic de Bilbao
- Descensos: Osasuna, UE Lleida
- Ascensos: RCD Espanyol, Betis, SD Compostela

## Màxims golejadors
| Romário                   | Barcelona          | 30 |
| Davor Šuker               | Sevilla            | 24 |
| Meho Kodro                | Reial Societat     | 23 |
| Carlos Antonio Muñoz Cobo | Oviedo             | 20 |
| Julen Guerrero López      | Athletic de Bilbao | 18 |

## Plantilles i estadístiques
Equips de la temporada 1993/94 de la Primera Divisió Espanyola